# Astra (München)
Astra is een Duits historisch merk van motorfietsen.
De bedrijfsnaam was: Astra Motoren GmbH, München.
Toen in 1923 honderden kleine merken in Duitsland met de productie van motorfietsen, maakte het gros daarvan goedkope tweetaktmodellen met inbouwmotoren van Duitse merken.
Astra koos een andere weg: de eerste modellen kregen Bosch-Douglas-tweecilinderboxermotoren die door SMW in licentie gemaakt waren, maar later werden ook 348cc- en 500cc-zij- en kopklepmotoren van Blackburne en JAP ingebouwd. Toch overleefde Astra het jaar 1925 niet. Toen verdwenen naast Astra nog ruim 150 andere merken van de Duitse markt.
Ernst Henne debuteerde in heuvelklimwedstrijden en wegraces met Astra-motorfietsen en trok de aandacht van Rudolf Schleicher, hoofdingenieur én coureur voor BMW, die hem overhaalde over te stappen. Henne werd met BMW een van de meest succesvolle Duitse motorcoureurs.